# Лассел, Уильям
Уильям Лассел  (англ. William Lassell; 18 июня 1799 — 5 октября 1880) — британский астроном.
Член Лондонского королевского общества (1849).

## Биография
Уильям Лассел родился в Болтоне, графство Ланкашир, Англия. Заработал состояние, как пивовар, и вложил средства в своё увлечение астрономией. Он построил обсерваторию недалеко от Ливерпуля, оснащённую 24-дюймовым (60-сантиметровым) телескопом-рефлектором, для которого он соорудил новационную для того времени экваториальную монтировку, которая позволяла компенсировать вращение земли и легко следить за объектами на небесной сфере. Он сам полировал зеркало, используя самодельный шлифовальный станок.
В 1846 году он открыл Тритон, крупнейший из спутников Нептуна, всего через 17 дней после открытия Нептуна немецкими астрономами Иоганном Готтфридом Галле и Генрихом Луи д'Арре. В 1848 он стал независимым соавтором открытия Гипериона, спутника Сатурна. В 1851 году он открыл Ариэль и Умбриэль, два новых спутника Урана.
Когда королева Виктория посетила Ливерпуль в 1851, Лассел оказался единственным, с кем она захотела лично встретиться.
В 1855 году он построил 48-дюймовый (1,2-метровый) телескоп-рефлектор, который он установил на Мальте, так как там астроклимат значительно лучше, чем в Британии.
В 1849 году Лассел был награждён Золотой медалью Королевского астрономического общества, а в 1858 году учёный был отмечен Королевской медалью Лондонского королевского общества.
Состояние Лассела, оставшееся после его смерти, оценивалось в £80,000 (что примерно соответствует 1 миллиону долларов США в пересчёте на нынешний курс валют).
Уильям Лассел был президентом Королевского астрономического общества в 1870—1872 годах.
Кратер на Луне, кратер на Марсе и кольцо Нептуна названы в его честь.